# Kim Čung-man

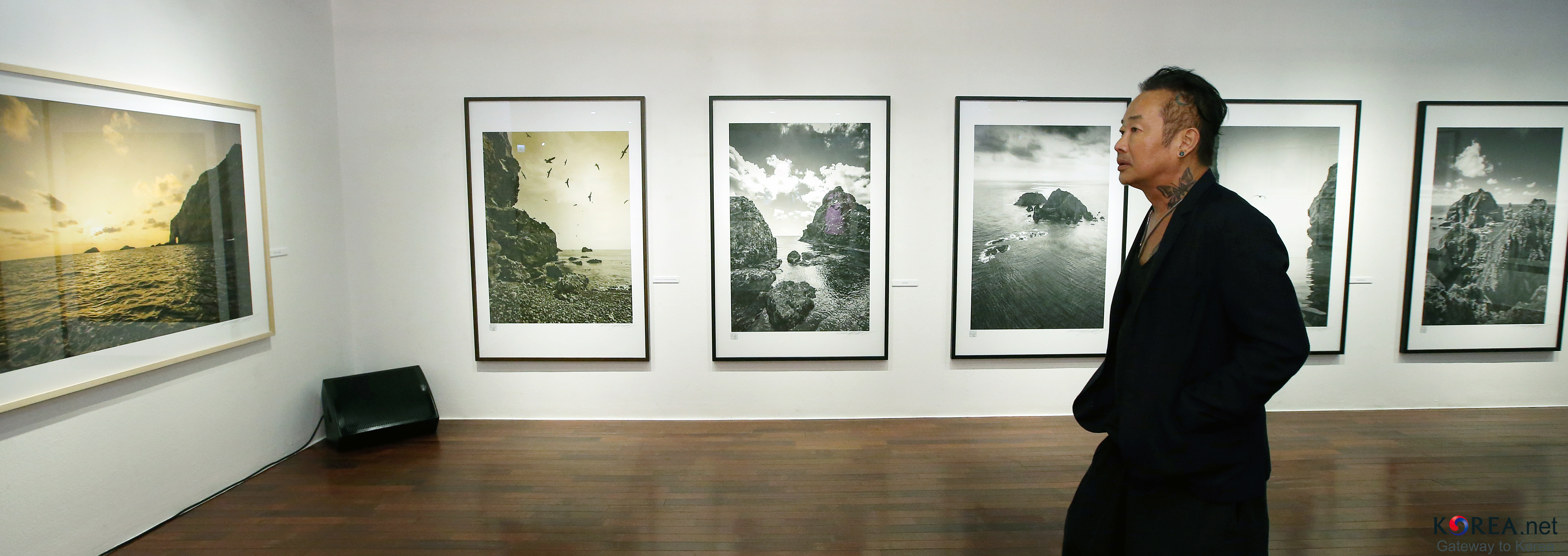
Výstava Korea Dokdo Photo Exhibition, Soul, 2014

Kim Čung-man (korejsky 김중만, anglickým přepisem Kim Jung-man; 30. října 1954 – 31. prosince 2022) byl jihokorejský fotograf a autorem reklamní fotografie filmových plakátů. V roce 1975 se začal prosazovat jako fotograf. Od roku 2020 byl generálním ředitelem studia Cheongdam-dong 'Velvet Underground' a redaktorem NEOLOOK. Pracoval také jako freelancer pro francouzské časopisy Vogue a Elle.

## Životopis
Kim poprvé opustil Koreu jako teenager a následoval svého otce, vládního dětského lékaře vyslaného do Burkiny Faso. Později odešel do Evropy studovat západní malbu a o fotografii se začal zajímat, když navštěvoval École Nationale Supérieure des Arts Décoratifs ve Francii.
V roce 1979 Kim vyhrál cenu „Nejlepší mladý fotograf“ na Mezinárodním fotografickém festivalu v Arles. Ve stejném roce byl jmenován jedním ze „současných 80 fotografů ve Francii“, nejmladším na seznamu. Nakonec se přestěhoval zpět do Koreje a v 80. a 90. letech pracoval v komerční fotografii. V roce 2000 byl internetovým portálem korea.com vybrán jako jeden z „33 mužů kultury Koreje“ a oceněn jako módní fotograf roku.

### Korea
V roce 2006 Kim Čung-man oznámil ukončení komerčních aktivit s tím, že fotografováním nebude vydělávat. Přeorientoval svou kariéru a věnoval se uměleckému experimentování. Přál si prozkoumat korejskou a asijskou identitu na tematické i technické úrovni, například tiskem fotografií na handži nebo korejský papír. Věnoval se umělecké fotografii, cestoval do odlehlých a polárních oblastí světa a zároveň sponzoroval africké děti trpící hladem a nemocemi.
Fotografie Kim Čung-mana byly na aukci Sotheby's uvedeny jako vůbec první od korejského fotografa a prodávají se za cenu od 20 000 dolarů. 

### Smrt
Kim zemřel na zápal plic dne 31. prosince 2022 ve věku 68 let.

## Galerie

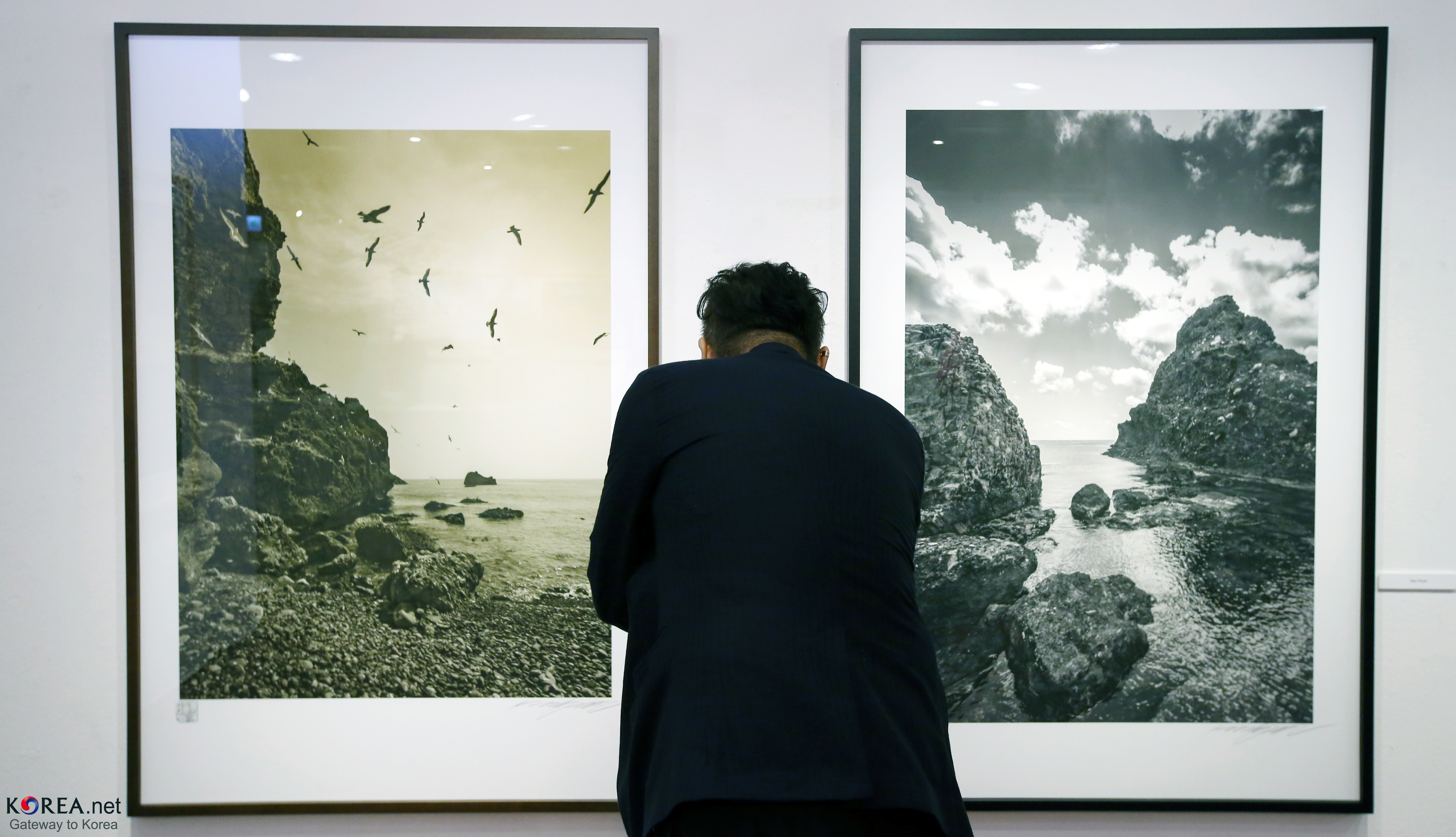
Výstava Korea Dokdo Photo Exhibition, Soul, 2014
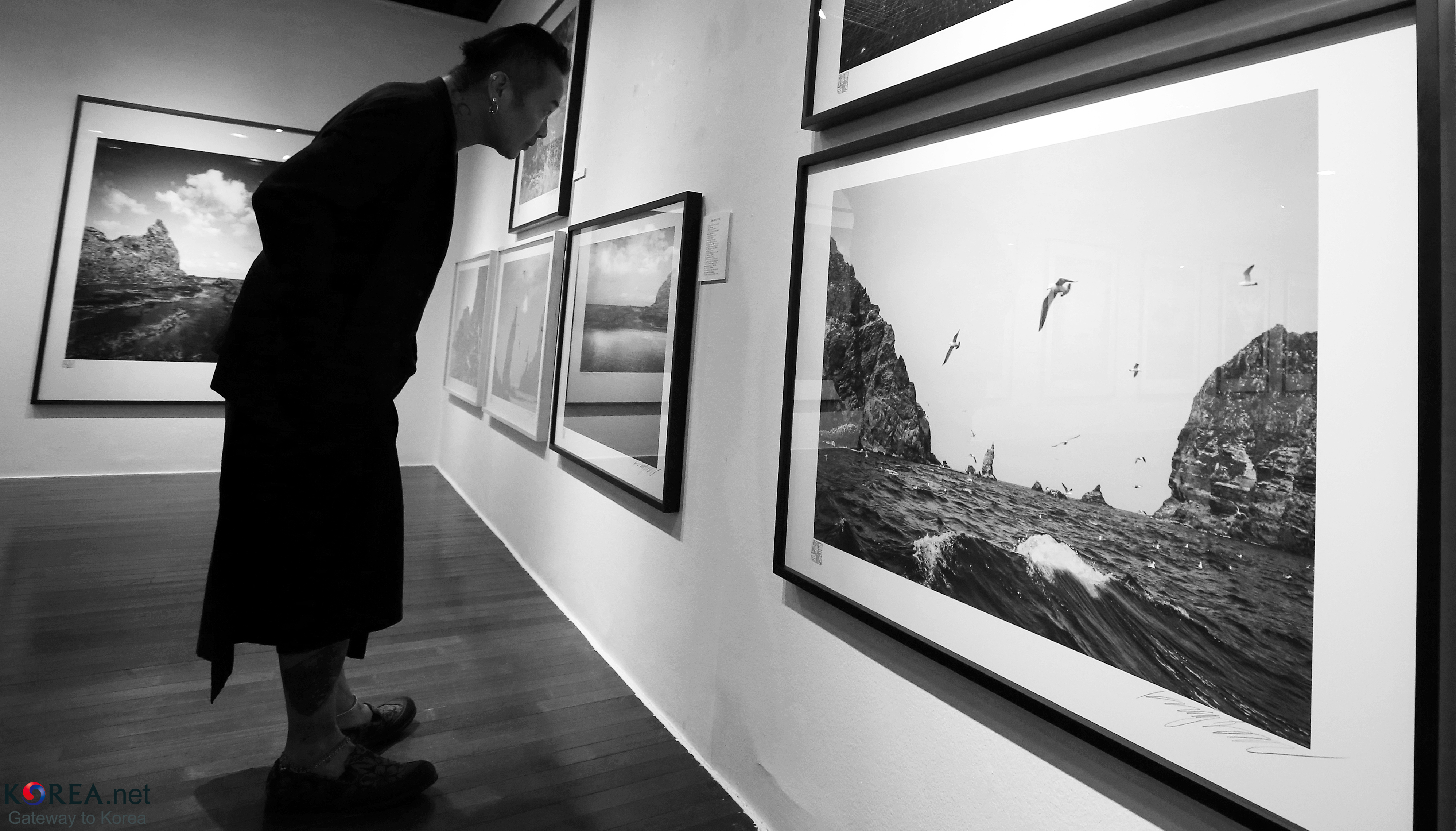
Korea Dokdo Photo Exhibition, Soul, 2014
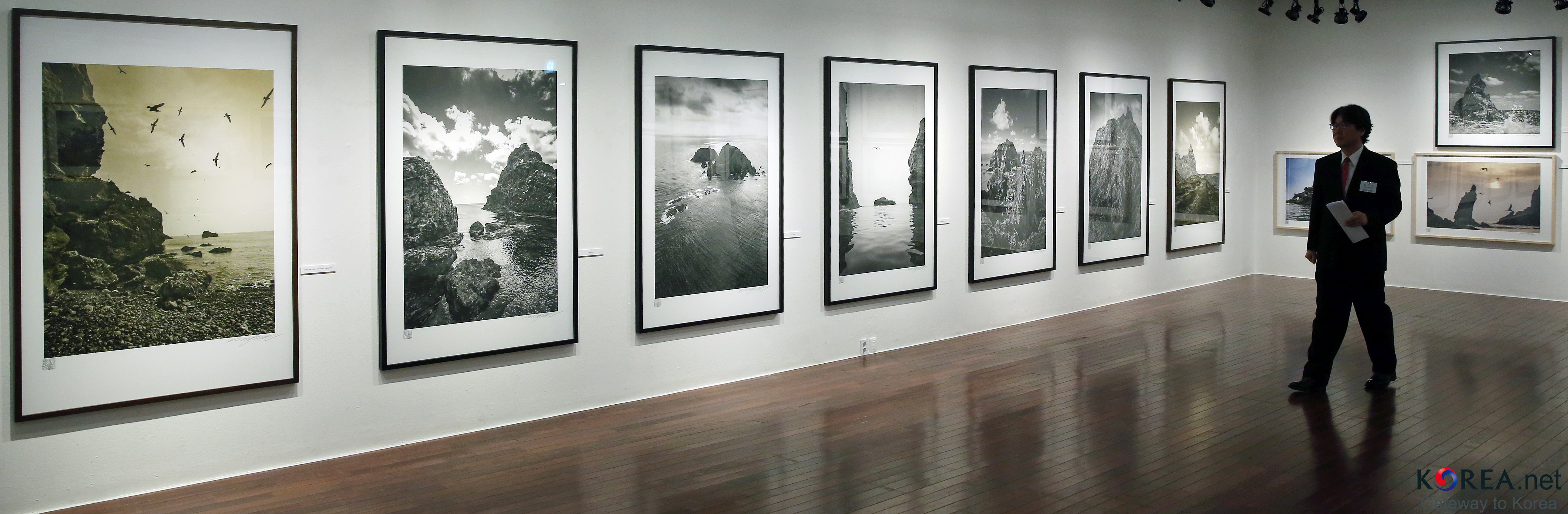
Korea Dokdo Photo Exhibition, Soul, 2014
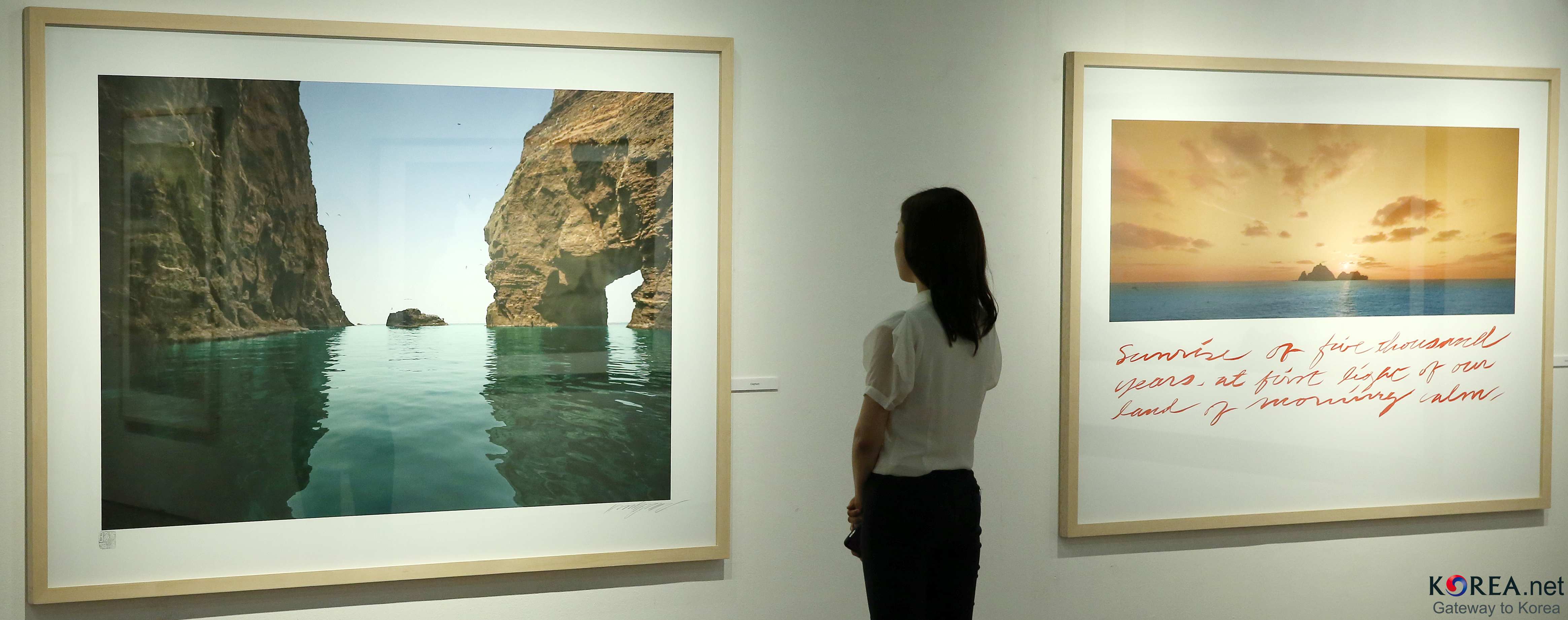
Korea Dokdo Photo Exhibition, Soul, 2014